# Acanthodaphne
Acanthodaphne é um gênero de gastrópodes pertencente a família Raphitomidae.

## Espécies
- Acanthodaphne abbreviata (Schepman, 1913)
- Acanthodaphne basicincta Morassi & Bonfitto, 2010
- Acanthodaphne boucheti Morassi & Bonfitto, 2010
- Acanthodaphne pungens Morassi & Bonfitto, 2010
- †Acanthodaphne pusula (Laws, 1947)
- Acanthodaphne sabellii Bonfitto & Morassi, 2006